# William H. Cabell
William H. Cabell, född 16 december 1772 i Cumberland County, Virginia, död 12 januari 1853 i Richmond, Virginia, var en amerikansk politiker (demokrat-republikan). Han var Virginias guvernör 1805–1808.
Cabell studerade vid Hampden-Sydney College och The College of William & Mary. År 1795 gifte han sig med kusinen Elizabeth Cabell som avled i november 1801. År 1805 gifte han om sig med Agnes Sarah Bell Gamble. Han var ledamot av Virginias delegathus 1796, 1798 och 1802–1805.
Cabell efterträdde 1805 John Page som guvernör och efterträddes 1808 av John Tyler.
Efter sin tid som guvernör arbetade Cabell som domare. Han avled år 1853 och gravsattes på Shockoe Hill Cemetery i Richmond.